# Банковская система России
Банки в России входят в двухуровневую систему, верхний уровень которой представлен Центральным банком Российской Федерации, а нижний — кредитными организациями РФ (банки и небанковские кредитные организации) и представительствами иностранных банков. Банковская деятельность является лицензируемым видом деятельности.

## История

### Перестройка в СССР
До 1986 года банковская система СССР включала 4 компонента — Госбанк, Стройбанк, Внешторгбанк и Гострудсберкассы. Перестроечные реформы затронули и банковскую систему. В июне 1987 года состоялся Пленум ЦК КПСС, который принял решение о её совершенствовании. В июле 1987 года ЦК КПСС и Совет Министров СССР приняли Постановление № 821 «О совершенствовании системы банков в стране и усилении их воздействия на повышение эффективности экономики».
Данным постановлением была создана система специализированных банков в следующем составе:
- Государственный банк СССР (Госбанк СССР);
- Банк внешнеэкономической деятельности СССР (Внешэкономбанк СССР);
- Промышленно-строительный банк СССР (Промстройбанк СССР);
- Агропромышленный банк СССР (Агропромбанк СССР);
- Банк жилищно-коммунального хозяйства и социального развития СССР (Жилсоцбанк СССР);
- Банк трудовых сбережений и кредитования населения СССР (Сберегательный банк СССР).

Создание банков на коммерческой основе было разрешено Законом «О кооперации в СССР», принятым 26 мая 1988 года. Устав кооперативного банка должен быть зарегистрирован в Государственном банке СССР. В конце лета 1988 года началось возрождение коммерческой банковской деятельности.
Первым частным (кооперативным) коммерческим банком в СССР стал казахстанский банк «Союз». В августе 1988 года в Ленинграде был зарегистрирован первый российский кооперативный коммерческий банк — Кооперативный банк «Патент» (ныне — ЗАО «Коммерческий акционерный банк „Викинг“»). После этого на территории СССР массово начали появляться другие коммерческие банки, некоторые из которых функционируют и в настоящее время, например, Автовазбанк, «Автобанк» (ныне ОАО «Уралсиб»), ОАО «Московский акционерный Банк „Темпбанк“», ОАО «АКБ „Инвестбанк“» (лицензия ныне отозвана от 13.12.2013) и др.
В 1988 году в СССР был зарегистрирован 41 коммерческий и кооперативный банк, в том числе на территории РСФСР — 25 банков. К 1 января 1990 года зарегистрированы уставы 225 коммерческих и кооперативных банков, в том числе за 1989 год — 184. В 1990 году в связи с объявлением РСФСР государственного суверенитета, Российский республиканский банк Госбанка СССР и российские банки специализированных банков были объявлены собственностью РСФСР. Также Верховный совет РСФСР постановил преобразовать все учреждения государственных специализированных банков в автономных республиках, краях и областях в коммерческие банки до 1 января 1991 года. В связи с этим во второй половине 1990 года количество банков в РСФСР возросло в несколько раз. В итоге на 1 января 1992 года число банков в Российской Федерации составляло 1360.
| Номер лицензии | Дата регистрации | Название                                                                        |
| -------------- | ---------------- | ------------------------------------------------------------------------------- |
| 2              | 26.08.1988       | Ленинградский кооперативный банк «Патент»                                       |
| 3              | 29.08.1988       | Московский Кооперативный банк «Москоопбанк»                                     |
| 5              | 21.09.1988       | Московский Кооперативный банк «Кредит-Москва»                                   |
| 6              | 26.09.1988       | Кооперативный «Полисервисбанк»                                                  |
| 9              | 29.09.1988       | Кооперативный банк «Заря»                                                       |
| 11             | 11.10.1988       | Межрегиональный Кооперативный банк «Континент»                                  |
| 14             | 28.10.1988       | Кооперативный банк «Сания»                                                      |
| 17             | 04.11.1988       | Акционерный коммерческий банк межотраслевой интеграции «АМБИ»                   |
| 18             | 05.11.1988       | Кооперативный банк «Стройкредит»                                                |
| 19             | 05.11.1988       | Кооперативный «АССбанк»                                                         |
| 21             | 10.11.1988       | Приморский территориальный коммерческий банк                                    |
| 22             | 11.11.1988       | Инновационный Коммерческий банк «Инкомбанк-Интер-Знание»                        |
| 23             | 16.11.1988       | Промышленный коммерческий «АвтоВАЗ-банк»                                        |
| 26             | 23.11.1988       | Кооперативный банк «Восток»                                                     |
| 29             | 29.11.1988       | Банк развития промышленности стройматериалов «Стромбанк»                        |
| 30             | 06.12.1988       | Банк развития автомобильной промышленности «Автобанк»                           |
| 33             | 19.12.1988       | Кооперативный банк «Северный»                                                   |
| 34             | 22.12.1988       | Кооперативный банк «Гарант»                                                     |
| 35             | 22.12.1988       | Московский акционерный инновационный банк (МАИБ)                                |
| 36             | 27.12.1988       | Акционерный коммерческий банк «Аэрофлот»                                        |
| 37             | 27.12.1988       | Ленинградский инновационный банк                                                |
| 38             | 28.12.1988       | Коммерческий банк развития нефтехимической промышленности «Нефтехимбанк»        |
| 39             | 28.12.1988       | Новосибирский инновационный банк                                                |
| 40             | 28.12.1988       | Акционерный банк инновации науки и социально-экономических технологий «АБИНСЭТ» |
| 41             | 29.12.1988       | Коммерческий инновационный банк научно-технического прогресса «КИБ НТП»         |

### Россия. 1990-е
Начало выделению банковской системы России из банковской системы СССР было положено ещё до распада СССР, летом 1990 года. 13 июля 1990 года было принято постановление Верховного Совета РСФСР «О Государственном банке РСФСР и банках на территории республики». оно предусматривало, что Российский республиканский банк Госбанка СССР преобразуется в Государственный банк РСФСР, подотчётный Верховному Совету РСФСР, а региональные учреждения государственных специализированных банков (Промстройбанка, Жилсоцбанка, Агропромбанка) до 1 января 1991 года должны были быть преобразованы в коммерческие банки на акционерной или паевой основе. Например, банк «Возрождение» был создан на базе Московского областного управления Агропромбанка, его акционерами стали многие его клиенты.
В начале 1990-х годов:

… многие банки создавались криминальными структурами. Но ведь в те годы учредить «карманный» банк было, увы, делом нехитрым. Достаточно было, как выражались в криминальной среде, «уставняка» в размере 10 тыс. рублей. Так что деньги от фальшивых авизо, помимо финансирования «респектабельной» деятельности по созданию криминализированных банков, шли на содержание «киллерских» команд, подкуп чиновников, нечистоплотные сделки по приобретению производственных мощностей.
— С. В. Степашин. Отсечь щупальца криминалитета // «Независимая газета», 28.09.2006.
К концу 1990-х годов в связи с финансовым кризисом обозначилась тенденция сокращения количества российских банков. Так, на 1 января 1997 года в России действовало 2007 банков, имеющих право на осуществление банковских операций, а на 1 мая 2009 года их осталось 1041, в том числе:
- 871 — имеют право на привлечение вкладов населения;
- 293 — имеют генеральную лицензию;
- 881 — являются участниками системы обязательного страхования вкладов.

### 2000-е
Большинство российских банков входит в систему обязательного страхования вкладов, созданную в 2004 году.
С 2004 года российские банки должны предоставлять свою отчётность как в соответствии с российскими стандартами, так и в соответствии с международными. В будущем планируется последовательно привести российские стандарты к международным.
На территории России работают как российские, так и банки с иностранным участием. На 1 июля 2007 года около 21,3 % совокупного уставного капитала российских кредитных организаций принадлежит иностранцам.
С 1 июля 2014 года вступает в силу Федеральный закон «О потребительском кредите (займе)», в соответствии с которым полная стоимость потребительского кредита или займа будет привязана к определяемому Центральным банком РФ среднерыночному значению и не сможет превышать этот показатель больше, чем на одну треть. Закон распространяется на банки, кредитные кооперативы, микрофинансовые организации, ломбарды. Также закон предоставляет заёмщикам право досрочно возвращать кредиты в течение 14 дней, не ставя кредитора в известность и выплачивая только проценты; для целевых кредитов срок возврата может составлять 30 дней. По закону кредиторы должны будут указывать в договоре полную стоимость займа на первой, титульной странице, чтобы эту информацию сразу было видно. У самого заёмщика также появляется право бесплатно получать информацию обо всех условиях кредита.
Поспособствовала сокращению числа банковских сотрудников начавшаяся после прихода на должность председателя Банка России Эльвиры Набиуллиной в 2013 году «зачистка» банковского сектора. По данным Агентства по страхованию вкладов, с 2014 года по первую половину 2016 года ликвидировано 179 банковских организаций, из которых 31 банк лишился права работать за первое полугодие 2016 года. За 2014—2015 годы завершено 28 процедур ликвидации, санации подверглось 32 организации (два банка — в первом полугодии 2016 года). За 2,5 года из крупных и средних банков уволили около 120 тыс. человек или около 15 % банковских сотрудников. К 5 октября 2016 года в России функционировало 600 банковских организаций, к 29 марта 2018 года — меньше 500, к 1 февраля 2020 года — 396.
По информации Центробанка РФ, совокупная чистая прибыль российских банков в 2023 году составила 3,3 млрд рублей, что в 16 раз больше чем аналогичный показатель 2022 года. Банк России отметил, что банкам удалось восстановить основные виды доходов, получить положительный эффект от валютной переоценки активов и сократить расходы от валютных резервов.
Согласно годового отчета главы ЦБ Эльвиры Набиуллиной, в 2023 году денежные средства населения в банках увеличились на 19,7 %, что превысило темпы роста 2022 года в три раза. С августа частные вклады выросли на 5,3 трлн рублей. Приток средств продолжился и в 2024 году. К апрелю он составил около 2 трлн рублей. По словам Набиуллиной, денежная наличность, которая активно снималась в 2022 году, вернулась в банки.
К 1 августа 2024 года, по данным ЦБ РФ, общая сумма сбережений россиян в банках превысили четверть прогнозного ВВП страны за данный год и достигли 50,4 трлн рублей. В годовом выражении темпы прироста вкладов составили 26 % по сравнению с 19 % в 2023 году.
В 2024 году банки РФ получили рекордную чистую прибыль — 3,8 трлн рублей, что на 18 % больше показателей 2023 года. Объем средств населения в банках за этот период вырос на 26,1 % до 11,9 трлн рублей, что в полтора раза выше чем в 2023 году. На начало 2025 года россияне хранили в банках 57,5 трлн рублей.

## Правовое регулирование
Основными законами, регулирующими банковскую деятельность в Российской Федерации, являются:
- Конституция Российской Федерации
- Гражданский кодекс
- Федеральный закон № 395-1 от 2 декабря 1990 года «О банках и банковской деятельности»
- Федеральный закон № 86-ФЗ от 10 июля 2002 года «О Центральном банке Российской Федерации (Банке России)»
- Федеральный закон № 177-ФЗ от 23 декабря 2003 года «О страховании вкладов физических лиц в банках Российской Федерации»
- § 4.1 Главы IX Федерального закона № 127-ФЗ от 26 октября 2002 года «О несостоятельности (банкротстве)»
- Федеральный закон № 161-ФЗ от 27 июня 2011 года «О национальной платежной системе»
- Федеральный закон № 353-ФЗ от 21 декабря 2013 года «О потребительском кредите (займе)»

## Крупнейшие банки России
По данным Интерфакс, крупнейшими банками России являются:
| №  | Банк                      | Активы, трлн руб. |
| -- | ------------------------- | ----------------- |
| 1  | Сбербанк                  | 59,350102         |
| 2  | ВТБ                       | 33,787881         |
| 3  | Газпромбанк               | 17,971227         |
| 4  | Альфа-банк                | 11,515872         |
| 5  | Промсвязьбанк             | 10,132504         |
| 6  | Россельхозбанк            | 5,576899          |
| 7  | Московский кредитный банк | 5,164508          |
| 8  | Совкомбанк                | 3,855957          |
| 9  | Т-Банк                    | 3,815189          |
| 10 | Банк Дом.рф               | 3,659546          |

## Потребительская оценка работы банков
Оценка основана на социологических исследованиях населения, посвященных потребительской оценке работы банков. К характеристикам банковских брендов, которые оцениваются во время исследований, относятся:
- уровень удовлетворенности или неудовлетворенности потребителей работой банков (подсчитанные в процентах);
- восприятие бренда по основным параметрам, используемым потребителями при выборе банка: как надежного, доступного, полностью выполняющего свои обязательства, предоставляющего качественный сервис и привлекательные финансовые условия своим клиентам;
- знание брендов без подсказки;
- пользование услугами банков.

Накопленные результаты данного исследования позволяют проследить во времени изменение потребительских оценок работы российских банков.
| | 2009 г. | 2010 г. | 2011 г. | 2012 г. | 2013 г. | 2014 г. | 2015 г. |
| --- | ------- | ------- | ------- | ------- | ------- | ------- | ------- |
| Доля потребителей, удовлетворенных работой банков (от определившихся с ответом)                                                                             | 91 %    | 90 %    | 89 %    | 92 %    | 91 %    | 93 %    | 91 %    |
| Оценка потребителями основных свойств банков: доля потребителей (от определившихся с ответом), которые считают, что банки, услугами которых они пользуются: |         |         |         |         |         |         |         |
| Являются надежными | 95 %    | 96 %    | 94 %    | 95 %    | 94 %    | 97 %    | 95 %    |
| Полностью выполняют свои обязательства | 97 %    | 96 %    | 95 %    | 96 %    | 95 %    | 96 %    | 94 %    |
| Предоставляют качественный сервис | 87 %    | 88 %    | 86 %    | 89 %    | 89 %    | 91 %    | 90 %    |
| Легко доступны | 94 %    | 92 %    | 92 %    | 90 %    | 90 %    | 91 %    | 92 %    |
| Предлагают хорошие финансовые условия | 71 %    | 73 %    | 67 %    | 71 %    | 68 %    | 69 %    | 67 %    |
| Являются современными |         |         |         | 94 %    | 92 %    | 97 %    | 95 %    |